# Clinâmen
Clinâmen (parengklisis Παρέγκλισις, em grego) é o nome latino que Lucrécio deu ao desvio imprevisível de átomos, a partir da doutrina atomista de Epicuro. A despeito da origem filológica latina do termo "clinâmen", foi Epicuro (aproximadamente dois séculos antes) quem elaborou a ideia a fim de refutar a crítica de Aristóteles, que, por sua vez, se manteve circunspecto em relação a hipótese atomista de Demócrito de Abdera (c. 460 a.C.-370 a.C.). Este último preconizava a existência de um vazio para que os átomos se deslocassem. Demócrito asseverava que os átomos estariam "caindo" no vazio numa mesma direção paralela. Todavia, os átomos mais pesados cairiam mais rapidamente e se chocariam com o átomos menores e mais lentos, gerando miríades de movimentos e, por seu turno, os choques entre os átomos gerariam os mundos. Aristóteles não aceitava a existência do vazio postulado por Demócrito. Dizia que, mesmo se existisse um vazio para os átomos se deslocarem, não haveria choque entre os mais pesados com os mais leves, pois o vazio não imprimiria resistência a qualquer átomo, ou seja, todos os átomos, de acordo com o ponto de vista aristotélico, deveriam cair com a mesma velocidade. Desta forma, os átomos nada gerariam. Epicuro resolveu o imbróglio introduzindo, no contexto democritiano, um pequeno movimento aleatório lateral (sem causa) a fim de explicar a progressiva agregação dos átomos e, por conseguinte, a formação dos mundos. Esta é, propriamente, a ideia do clinâmen. De mais a mais, esse movimento lateral aleatório serviria para explicar a liberdade da alma, de acordo com a interpretação epicurista. De acordo com Lucrécio, em conformidade com as ideias epicuristas originais, o desvio imprevisível ou estocástico () ocorreria "em nenhum lugar ou tempo fixo":
Quando átomos se movem para baixo através do vazio pelo seu próprio peso, desviam um pouco no espaço em um tempo completamente incerto e em lugares incertos, apenas o suficiente para que você pudesse dizer que seu movimento mudou. Mas se eles não tivessem o hábito de se desviar, todos eles cairiam direto através das profundezas do vazio, como gotas de chuva, e nenhuma colisão ocorreria, nem qualquer golpe ser produzido entre os átomos. Nesse caso, a natureza nunca teria produzido nada.
Esta indeterminação, de acordo com Lucrécio, fornece o "livre-arbítrio que as coisas vivas por todo o mundo tem."

## Uso moderno
O termo também tem sido considerado por Harold Bloom para descrever as inclinações de escritores em "desviar" a partir da influência de seus predecessores, é a primeira de suas "Razões de Revisão" tal como descrito em A angústia da influência.
Em Finnegans Wake, Joyce faz alusão ao termo nas primeiras palavras de seu trabalho: rio corre, passados Eva e Adão, do desvio da costa à curva da baía, nos traz por um commodius vicus de recirculação de volta para Howth, Castelo e Entorno. Se por "Eva e Adão" se refere aos "átomos sem flutuação", no sentido epicurista, a palavra desvio tem um significado especial.
Em Diferença e Repetição, Gilles Deleuze emprega o termo em sua descrição de multiplicidades, apontando para a observação no coração da teoria do clinâmen que "é certamente essencial para que os átomos estejam relacionados a outros átomos."  Apesar dos átomos afetados por clinâmen entrarem em luta uns com os outros em uma relação de suposição recíproca, Deleuze rejeita esta versão de multiplicidade, tanto porque os átomos são muito independentes, como porque a multiplicidade é mais "espaço-temporal" do que interna.
Jacques Lacan,  Harold Bloom, , Jacques Derrida, Jean-Luc Nancy, assim como Michel Serres fizeram uso extensivo da ideia do clinâmen, embora com leituras muito diferentes.